# Tyreoideastimulerande hormon

Tyreoideastimulerande hormon utsöndras som svar på dels TRH från hypotalamus, dels cirkulerande sköldkörtelhormon, och signalerar till sköldkörteln att utsöndra hormoner, varvid det reglerar ämnesomsättningen.

Tyreoideastimulerande hormon, TSH, även tyreotropin, sköldkörtelstimulerande hormon, är ett peptidhormon som bildas i hypofysen, vars funktion är att informera sköldkörteln att bilda och frisätta tyreoideahormoner, samt att öka transporten av jod. TSH består av en alfa- och en beta-underenhet. TSH är ett av ämnesomsättningens viktigaste hormoner.

## Produktion
TSH bildas framför allt i hypofysens tyreotropa celler, vilka i mycket påminner om de gonadotropa cellerna i samma område som utsöndrar gonadotropiner. TSH består liksom gonadotropinerna av två enheter, alfa och beta, varav alfaenheten (tyrogen, TSHA) är ett glykoproteinhormon, och är den form av TSH som reglerar sköldkörteln. Beta-underenheten (tyreotropin, TSHB) är en glykopolypeptid. För att TSH ska fungera biologiskt krävs en heterodimeriserad, icke-kovalent bindning av dessa underenheter.
TSH utsöndras från hypofysen som svar på att TRH fäster vid TRH-receptorer som finns på hypofysen.
Dock kan TSH också vid infektionssjukdomar bildas av celler i immunsystemet, däribland vita blodkroppar, lymfvävnad och hematopoetiska systemet. TSH bildas också i tunntarmen, och virus i mag-tarmkanalen, till exempel rotavirus, kan leda till ökad produktion av TSH.

## Verkning
När TSH utsöndras från hypofysen transporteras det av blodet till sköldkörteln. På sköldkörteln och i nervsystemet finns TSH-receptorer, som binder TSH. På liknande sätt finns det TRH-receptorer på hypofysen som binder TRH för att signalera att TSH ska utsöndras. Vid vissa sjukdomar kan autoantikroppar mot dessa receptorer bildas.
När TSH binds vid TSH-receptorerna informerar den sköldkörteln att frisätta sköldkörtelhormonerna tyroxin (T4) från tyreoglobulinet i sköldkörtelns follikelceller, varefter trijodtyronin (T3) bildas genom dejodinering av T4 samt av rester av den. Genom negativ återkoppling hämmar sköldkörtelhormonerna produktionen av TSH, och på så sätt regleras sköldkörtelhormonernas nivå i blodet. Hur starkt denna återkoppling sker är genetiskt. TSH regleras också av TRH. TRH leder till utsöndring av TSH och prolaktin, vilka verkar hämmande på dopaminet. Därför ses ibland ett samband mellan nivåerna av TSH, prolaktin och dopamin. Dopaminets påverkan på TSH avgörs bland annat av nivåerna av könshormoner, kroppsvikt och tyroidstatus, och har större betydelse för kvinnor än för män. Även somatostatin, glukokortikoider och cytokiner hämmar utsöndringen av TSH.

## Blodnivåer
Blodvärdet av TSH beror, förutom på hälsotillståndet, på årstiden. Värdet är som lägst på våren, och skillnaden mellan årets högsta och lägsta nivå är omkring 30%.
Blodvärdet av TSH testas vid misstanke om någon sköldkörtelsjukdom eller för att utesluta sådan. För att utreda sjukdomsförekomst, testas också T4 och T3 (som regel fritt T4 och fritt T3). Referensvärdena för TSH grundar sig på normalfördelning. Fram till ca 2002 var referensvärdena i Sverige 0,1-5,0 mE/l. Det förekommer olika referensvärden i Sverige, och dessa kan variera mellan ca 0,2 och 0,4 som undre gränsvärde, och ca 4,0 som övre gränsvärde.
Hypofysens förmåga att bilda TSH kan också testas med TRH-stimulering.
Vid giftstruma ligger TSH under referensvärdet och tyreoideahormonerna är för höga. Vid hypotyreos är TSH högre än referensvärdet med sänkta värden av tyreoideahormoner. Låga nivåer av TSH utan höjning av fritt T4 kan tyda på allmänsjukdom, Cushings sjukdom eller graviditet. Höga nivåer av TSH med normala värden av tyreoideahormoner ses vid tillfrisknande efter långvariga sjukdomar, Addisons sjukdom eller jodbrist.
Förändringar av sköldkörtelfunktionen är sedan länge konstaterat vid psykiatriska tillstånd, och skiljer sig från sköldkörtelsjukdomar i fråga om korrelationen mellan TSH och tyreoideahormonerna samt eventuellt förekomst av autoantikroppar (euthyroid-sick syndromes). Vid psykiska sjukdomar brukar TSH stiga och ligga mellan 0,4 och 10, i synnerhet om det är fråga om bipolära tillstånd, medan det kan i sällsynta fall sjunka något inom normalnivåerna vid akuta psykoser. Som regel är dock TSH förhöjt vid akuta psykoser, tillsammans med höga nivåer tyreoideahormoner. Personer som är deprimerade och samtidigt har panikattacker, har en sämre TSH-respons på TRH än andra. Hos schizofrena med klinisk paranoia är TSH förhöjt. Personer som lider av anorexia nervosa har låga värden TSH, T4 och T3. Vad som mest märkbart skiljer psykiatriska från tyroida tillstånd, är korrelationen mellan TSH och tyreoideahormonerna. Vid en längre psykos eller depression, med höga nivåer tyreoideahormoner, sänks inte TSH såsom det gör vid giftstruma. Detta tyder på att den psykiatriska påverkan på tyreoidea inte sker via sköldkörteln och dess aktivitet, utan från hjärnan.
Vid behandling av vissa former av sköldkörtelcancer eftersträvas mycket låga nivåer av TSH då detta anses minska risken för återfall. En sänkning uppnås genom tillförsel av tyreoideahormoner i hög dos.

## Som läkemedel
Användningen av tyreotropin är mycket begränsad (i engelskan orphan drug) och är enbart godkänd för behandling och uppföljning av differentierad sköldkörtelcancer. Läkemedlet, som framställs med hjälp av bioteknikprocesser, injiceras i en muskel. Syftet med behandlingen är antingen att göra cancercellerna mer mottagliga för strålning eller att följa nivåerna av tumörmarkören tyreoglobulin i blodet. En vanlig biverkan är kraftigt illamående.